# Emily Warren Roebling
Emily Warren Roebling (Cold Spring, Nova York, 23 de setembre de 1843 – Trenton, Nova Jersey, 28 de febrer de 1903) va ser l'enginyera al capdavant de la construcció del Pont de Brooklyn.

## Biografia
Emily Warren Roebling va néixer el 1843 en una família de dotze fills. Els seus pares, però sobretot el seu germà Gouverneur K. Warren, van animar-la a estudiar. Per mitjà també del seu germà va conèixer el seu futur marit, Washington Roebling, ja que tots dos eren enginyers, vocació que es va despertar en ella en sentir-los parlar de les possibilitats de desenvolupament que tenia. De fet després del casament, la parella va viatjar a Europa per conèixer noves tècniques de pous de cimentació per aplicar-les als ponts, donat que Washington ja treballava en el Pont de Brooklyn amb el seu pare.
El pare va morir al poc de començar les obres per una infecció de tètanus i el fill va desenvolupar la síndrome de descompressió, així que el pont quedava sense enginyer en cap. Mentre Washington es tractava, la seva dona el visitava i rebia instruccions per als obrers, a qui ben aviat va començar a dirigir en solitari. Va formar-se de manera autodidacta per poder dur a terme aquesta feina, especialment pel que fa a resistència de materials. El seu marit l'anava guiant per instal·lar els cables de suspensió que fan famós el pont.

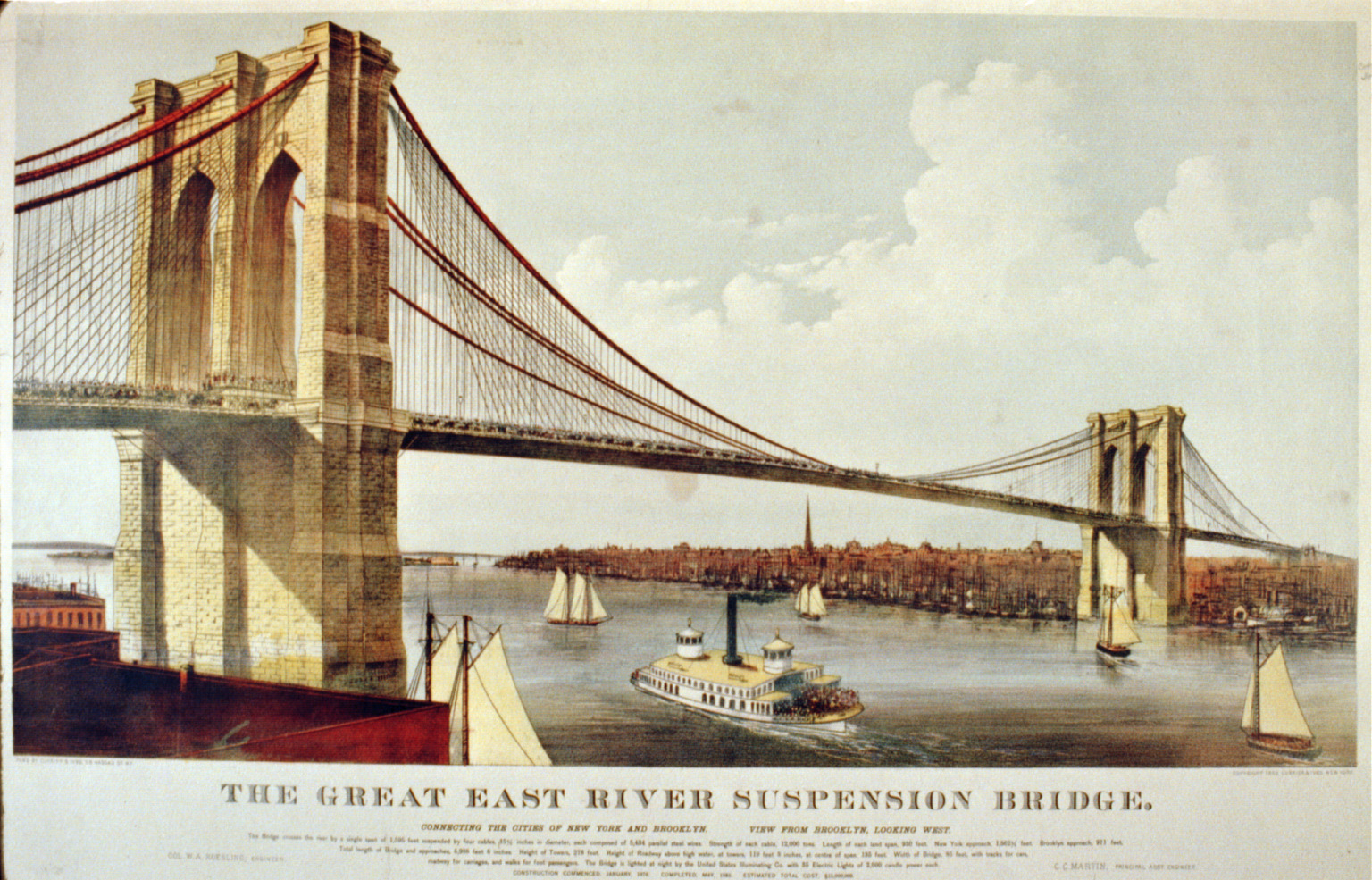
Cromolitografia de Currier i Ives del pont de Brooklyn (1877)

Va estar al càrrec del pont durant catorze anys, durant els quals no solament dirigia els treballs físics sinó que s'ocupava dels contactes amb els polítics i inversors associats a l'obra. Equips d'enginyeria rivals volien prendre el càrrec al seu marit, que no podia gairebé visitar el pont a causa del dolor, però ella va negociar i va pronunciar eloqüents discursos que van permetre que la construcció continués en mans de la parella. Mentrestant va tenir un fill, a qui atenia sense interrompre els treballs.
En completar la construcció del pont, Emily Warren Roebling va ser la primera persona a creuar-lo, com consta a la placa commemorativa que es va instal·lar en un dels extrems. Posteriorment, va dedicar-se a tasques filantròpiques dins la Relief Society i participà activament en els debats del seu temps fins a la seva mort.